# Manuela Fernández Pérez
Manuela Fernández Pérez, más conocida como Manolita Chen (Madrid, 11 de abril de 1927 - Sevilla, 8 de enero de 2017) fue una artista de circo, directora, guionista, coreógrafa, supervedette y empresaria española, que junto a su esposo, el también empresario y artista circense Chen Tse-Ping, crearon el Teatro Chino de Manolita Chen, el más famoso de los teatros portátiles de España.

## Trayectoria
Fue la tercera de los cinco hijos del matrimonio entre Clementina Pérez Janeiro, gallega dedicada al servicio doméstico y Pedro Fernández Rueda, agricultor de Cuenca. Su padre trabajó como repartidor en la empresa Gaseosas La Revoltosa de la que terminó siendo socio. Fernández inició su formación artística a los 12 años cuando ingresó en el Conservatorio de Laura de San Telmo de Madrid donde perfeccionó las técnicas artísticas de baile y canto. A comienzos de los años cuarenta, Juan Carcellé, director del desaparecido Circo Price localizado en la Plaza del Rey, contrató a Fernández como bailarina para que formara parte del ballet de chicas denominado Las Charivaris.
Durante su época artística en el Price, conoció al empresario y también artista de circo Chen Tse-Ping, más conocido como Chepín, que se convirtió en su esposo en el año 1944. Cuando se casaron, ella tenía 16 años y él 40. Fernández y Tse-Ping pasaron de ser pareja sentimental a pareja artística, cuando ella dejó de ser una de Las Charivari y se unió a la troupe circense Che-Kiang, de la que su esposo era jefe. El número más célebre que realizaron juntos fue el del lanzamiento de cuchillos, en el que Fernández aparecía en la pista atada a una tabla sobre la que Tse-Ping lanzaba siete cuchillos alrededor de su silueta.
Fernández inició su andadura como empresaria del mundo del espectáculo en 1947, cuando junto a su esposo dejaron de presentarse en el Circo Price para hacerlo en el suyo propio, el Teatro-Circo Chino, el mismo que, desde 1950 hasta 1986, pasó a ser el emblemático Teatro Chino de Manolita Chen, ampliamente reconocido por combinar circo, revista musical y espectáculo de variedades, una mezcla entre el burlesque y el music hall. Este momento marcó el cambio de rumbo de la carrera de Fernández que pasó a ser la vedette estrella, conocida por su nombre artístico Manolita Chen, combinando así, su pasión por la sicalipsis con la de ser una mujer de negocios. En 1950, nació su única hija llamada Mari Paz Chen Fernández (en chino, Li-Mee Chen, que significa flor de almendro).
Como encargada de la producción de los espectáculos, fue muy exigente con su grupo de vedettes, a quienes les enseñaba a sacar el máximo partido de su cuerpo y vestuario, tanto en la época de la censura franquista como en la del destape. Además, fue la primera artista en operarse los pechos en España y, a inicios de los setenta, impulsó y financió las operaciones estéticas de pecho de sus artistas para hacerlas más vistosas. El eslogan del Teatro Chino de Manolita Chen fue: ¡Piernas, mujeres y cómicos para todos ustedes, simpático público!.
A finales de la década de los setenta, Fernández tuvo que ser operada de urgencia por un tumor de oído que degeneró en parálisis facial, situación que le obligó a dejar el escenario, pero siguió trabajando en su empresa tras bambalinas. La retirada de Fernández de la pista, el auge del destape en la transición, la llegada de la democracia y de la televisión a España, la fama de los espectáculos sicalípticos empezó a decaer y a perder adeptos. Después de 36 años siendo la carpa más importante de todas las que recorrieron la geografía española, en 1986, Fernández y Tse-Ping cerraron definitivamente el negocio.
Fernández y Tse-Ping se mudaron a Sevilla donde inauguraron el primer restaurante chino de la ciudad. En 1997 Tse-Ping murió con 94 años, a causa de una subida de azúcar. Fernández decidió asentarse durante sus últimos años en Sevilla, donde murió el 8 de enero de 2017.

## Legado artístico
A Fernández se le consideró la «Reina del teatro ambulante o portátil», porque durante 36 años su carpa fue la más importante y de mayor fama de todas las que recorrieron la geografía española. También se la ha catalogado como la creadora del «Cabaret de los Pobres», por su labor de acercar el arte a todos los públicos y por dar la oportunidad a muchos jóvenes artistas de incursionar en el mundo del espectáculo. Fue la primera artista en presentar un número lésbico dentro de su espectáculo en plena época de la transición española. En SGAE registró más de 300 obras, en su mayoría canciones ligeras.

## Reconocimientos
En 2012 el director español Alberto Esteban, realizó el documental El Gran Teatro Chino de Manolita Chen, con una duración de 61 minutos y que se mostró en el espacio El documental de La 2, con el nombre Teatro chino de Manolita Chen, el cabaret de los pobres, dedicado a la analizar la evolución del teatro de Fernández y Tse-Ping, su incidencia en el musical de la época y la lucha contra la censura.
Con motivo de la muerte de Fernández en 2017, su biógrafo Juan José Montijano Ruiz, lanzó una campaña en Change.org para que el Ayuntamiento de Sevilla dedicara el nombre de una calle de la ciudad como homenaje póstumo a Manolita Chen, petición que consiguió 415 firmas. En 2019, su sobrina nieta Eva Chen, inauguró un restaurante chino en Madrid llamado Manolita Chen.

En abril de 2021, gracias a la idea original de la actriz Pepa Zaragoza, se estrenó en el Price de Ronda de Atocha, Manolita Chen. Un cuento Chino, un espectáculo bajo la dirección y dramaturgia de José Troncoso, montaje de la compañía Los de la Baltasara, protagonizado por Zaragoza en el papel de Fernández y Nacho Vera en el papel de Tse-Ping, acompañados por Isa y Luigi Belui, María Jáimez y Chema Noci; y con el apoyo documental de Montijano.

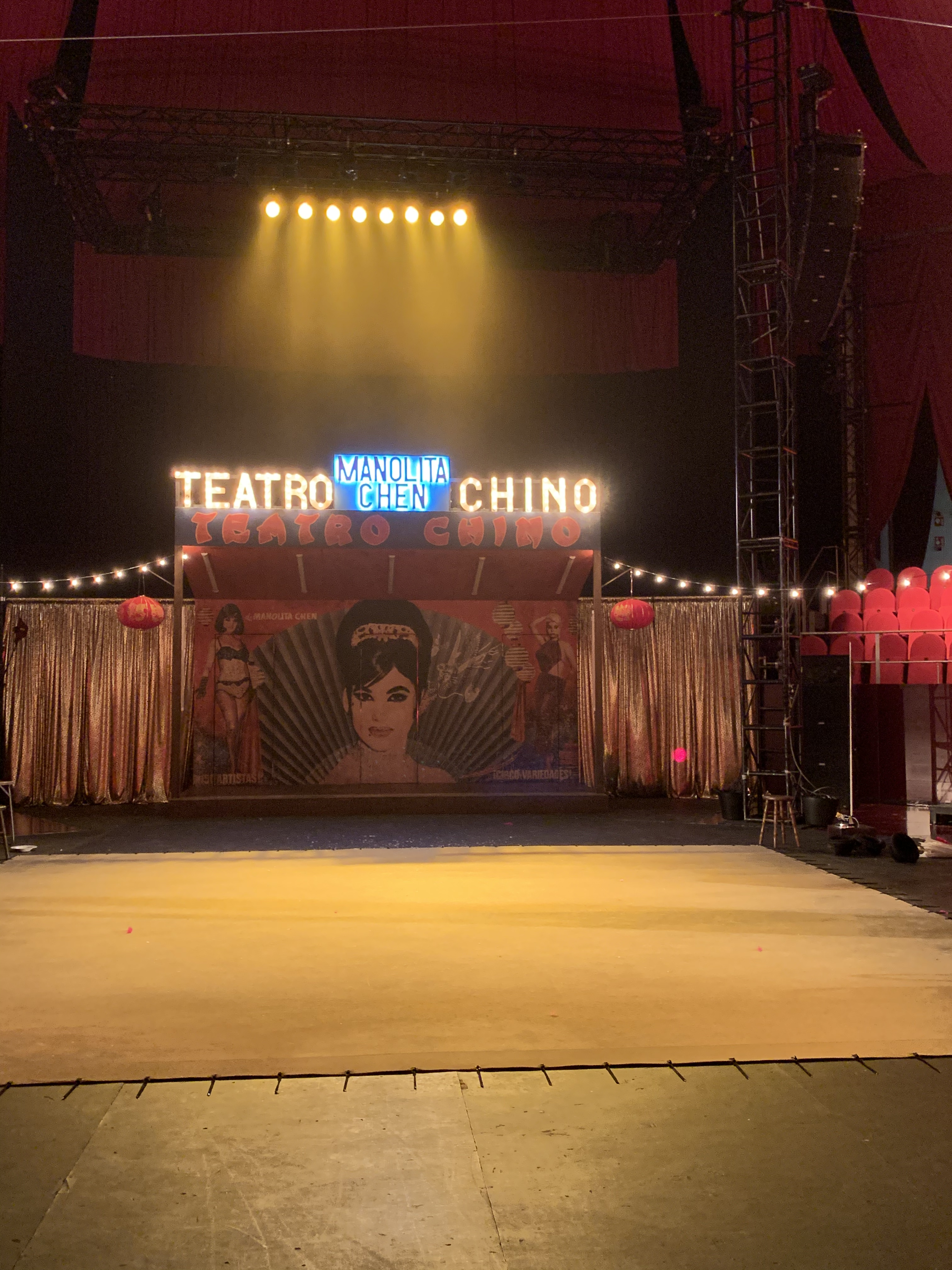
Espectáculo Manolita Chen. Un cuento chino, en el Circo Price (2021)
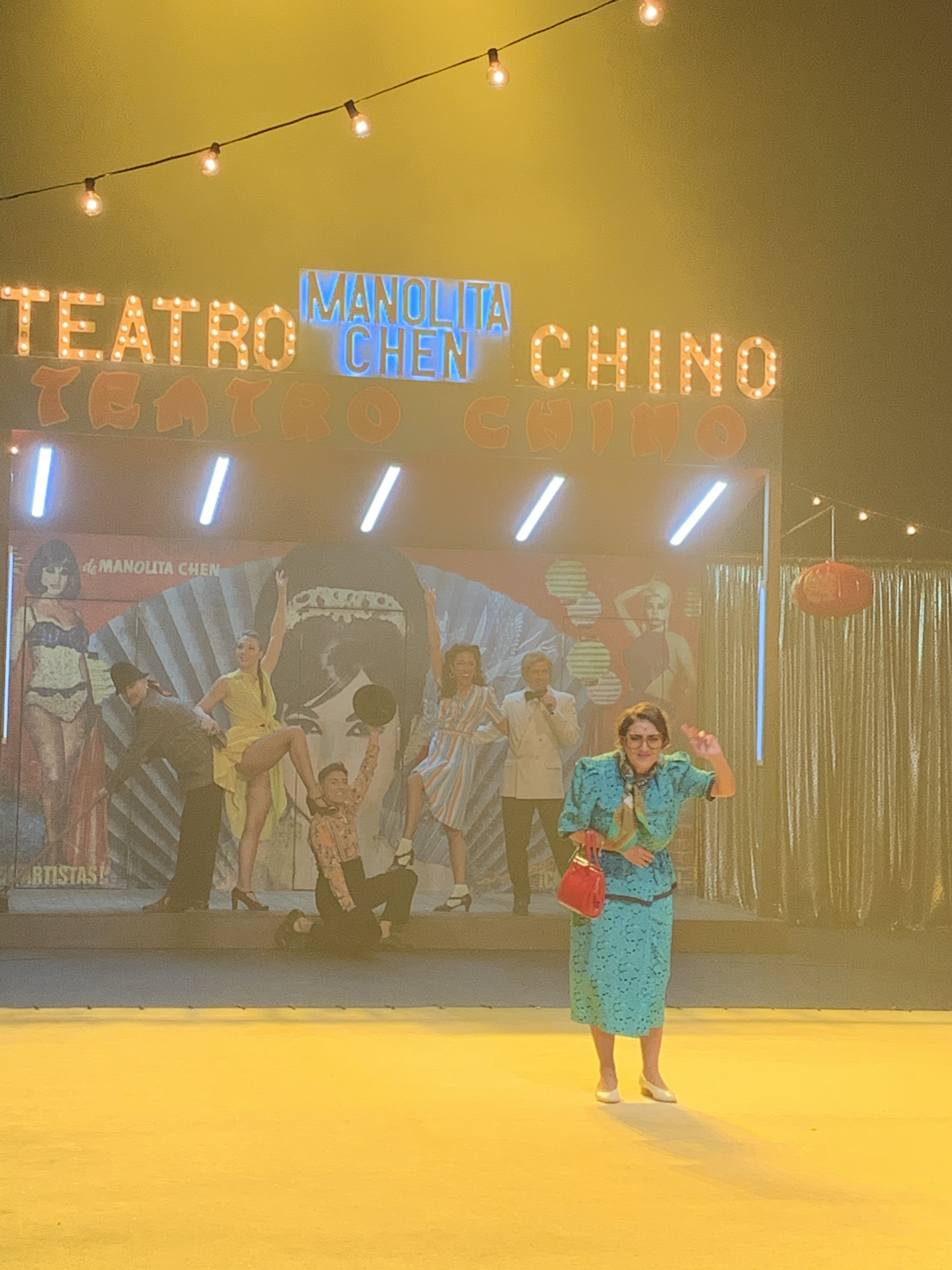
Pepa Zaragoza como Manolita Chen en el Circo Price (2021)

## Plagio y disputa sobre el nombre artístico
Gracias a la fama de Manolita Chen, durante la transición española, la competencia ideó una estrategia creando un personaje travesti que hiciera de su doble. Así apareció la artista gaditana Manuela Saborido Muñoz, quien copió algunos de sus sketches, se apropió de su nombre y trabajó en el Paralelo de Barcelona. Esta situación generó una gran confusión entre los admiradores quienes dudaron del género de la verdadera Manolita y de la credibilidad de la que gozaba el Teatro Chino de Manolita Chen. La situación fue llevada a un juzgado de Sevilla, donde se verificó que ninguna de las dos tenía registrado legalmente el nombre Manolita Chen, por lo que el pleito se resolvería si ambas partes llegaban a un acuerdo. Fernández murió sin dar su conformidad.
Saborido es una de las primeras personas en España en conseguir que en su DNI figure su identidad femenina; y es conocida como Manolita Chen de Arcos de la Frontera. No solo es famosa por ser una de las primeras artistas transexuales en hacerse un lugar en la escena española, sino porque en 1985 se convirtió, también, en la primera madre adoptiva transexual del país. Además, es un referente de la lucha del colectivo LGBT.